# Liu Ming-Huang
Liu Ming-Huang (född 17 september 1984) är en taiwanesisk idrottare som tog silver i bågskytte vid olympiska sommarspelen 2004 i Aten.